# NGC 976
NGC 976 (również PGC 9776 lub UGC 2042) – galaktyka spiralna (Sbc), znajdująca się w gwiazdozbiorze Barana. Odkrył ją Wilhelm Tempel w 1876 roku.
W galaktyce tej zaobserwowano do tej pory jedną supernową – SN 1999dq.